# John de la Pole, 1:e earl av Lincoln
John de la Pole, 1:e earl av Lincoln, född 1462/1464, död 1487, var den äldste sonen till John de la Pole, 2:e hertig av Suffolk och  Elisabet av York. Hans mor var hertig Rikards av York och Cecily Nevilles sjätte barn. Han blev earl av Lincoln redan som barn, år 1467.
Under hans morbror, Rikard III:s sista år som kung utsågs han till tronarvinge, eftersom han var den närmaste vuxne manliga släktingen på den yorkiska släktlinjen. Efter Rikards förlust och död i slaget vid Bosworth Field den 22 augusti 1485, försonades Lincoln med den nye kungen Henrik VII, men blev snart otålig efter mer makt och försökte få detta genom att stötta en bedragare, Lambert Simnels tronanspråk.  Lincoln dödades i slaget vid Stoke 1487.